# Kurt Hängekorb
Kurt Hängekorb (* 25. August 1886 in Cotta bei Dresden als Robert Curt Hängekorb; † 1962 in Dresden) war ein deutscher Lyriker.

## Leben
Hängekorb, Sohn des Fabrikarbeiters Moritz Robert Hängekorb, war von Beruf Anstreicher. Bereits Anfang der 1920er Jahre publizierte er (unter dem Pseudonym Robert Kurt) in der USPD-Presse.
In der DDR galt er als sogenannter Arbeiterdichter. Zu seinen bekanntesten Werken gehört der Text zu dem Lied Weil heute dein Geburtstag ist (Melodie Siegfried Bimberg). Die Zielgruppe seiner Texte waren Kinder.
Der Maler Rudolf Nehmer porträtierte Hängekorb 1951 im Ölgemälde Der Arbeiterdichter Kurt Hängekorb.

## Werke (unvollständig)
- Lügenlied
- Wir ziehen durch das Jahr
- Rundherum
- Mein Kinderbuch
- Unser neues Lied
- Offenes Singen